# سحابی عنکبوت قرمز
سحابی عنکبوت قرمز (به انگلیسی: Red Spider Nebula) (به نام NGC 6537 نیز فهرست بندی شده) سحابی سیاره ای است که در نزدیکی قلب راه شیری، در شمال غربی صورت فلکی کمان قرار دارد. سحابی دارای شکل برجسته ای دو لوب است که احتمالاً به دلیل یک همراه دوتایی یا میدان‌های مغناطیسی است و دارای تقارن لوب‌ها به شکل 'S' است - لوب‌های مقابل یکدیگر شبیه به هم هستند. اعتقاد بر این است که این امر به دلیل وجود یک همراه با کوتوله سفید مرکزی است. با این حال، دیواره‌های گاز دو ساختار لوب به هیچ وجه صاف نیستند، بلکه به روشی پیچیده موج می‌خورند.
سحابی عنکبوت قرمز به سمت صورت فلکی کمان قرار دارد. فاصله آن به‌طور متفاوتی ۱۹۰۰ سال نوری یا به احتمال زیاد ۳۰۰۰–۸۰۰۰ سال نوری تخمین زده شده‌است.